# Rada centrale biélorusse

Sceau de la Rada centrale biélorusse.

La Rada centrale biélorusse (en biélorusse Беларуская цэнтральная рада, Belarouskaïa tsentralnaïa rada, littéralement « Conseil central biélorusse ») est un organe administratif auxiliaire biélorusse créé en décembre 1943 sous l'occupation allemande.

## Histoire
La Rada centrale biélorusse a été fondée le 21 décembre 1943 à Minsk par la Schutzstaffel (SS). Ce conseil devrait servir de porte-parole de la propagande allemande et faciliter la mobilisation des bénévoles biélorusses. Le président de la Rada était Radoslav Ostrovski. La Rada consistait en 14 membres et elle était responsable des affaires sociales, culturelles, éducatives et en parties économiques. La Rada a supervisé d'autres organisations civiques établies sous les autorités d'occupation allemandes, par exemple l'Auto-assistance populaire biélorusse, la Société scientifique biélorusse et l'Union de la jeunesse biélorusse. 
Après la Seconde Guerre mondiale, la Rada centrale biélorusse a été rétabli le 25 mars 1948 en Allemagne et était en concurrence avec la Rada de la République démocratique biélorusse. Plus tard[Quand ?], la Rada a été active au Royaume-Uni et aux États-Unis.